# Verkehrsordnungswidrigkeit

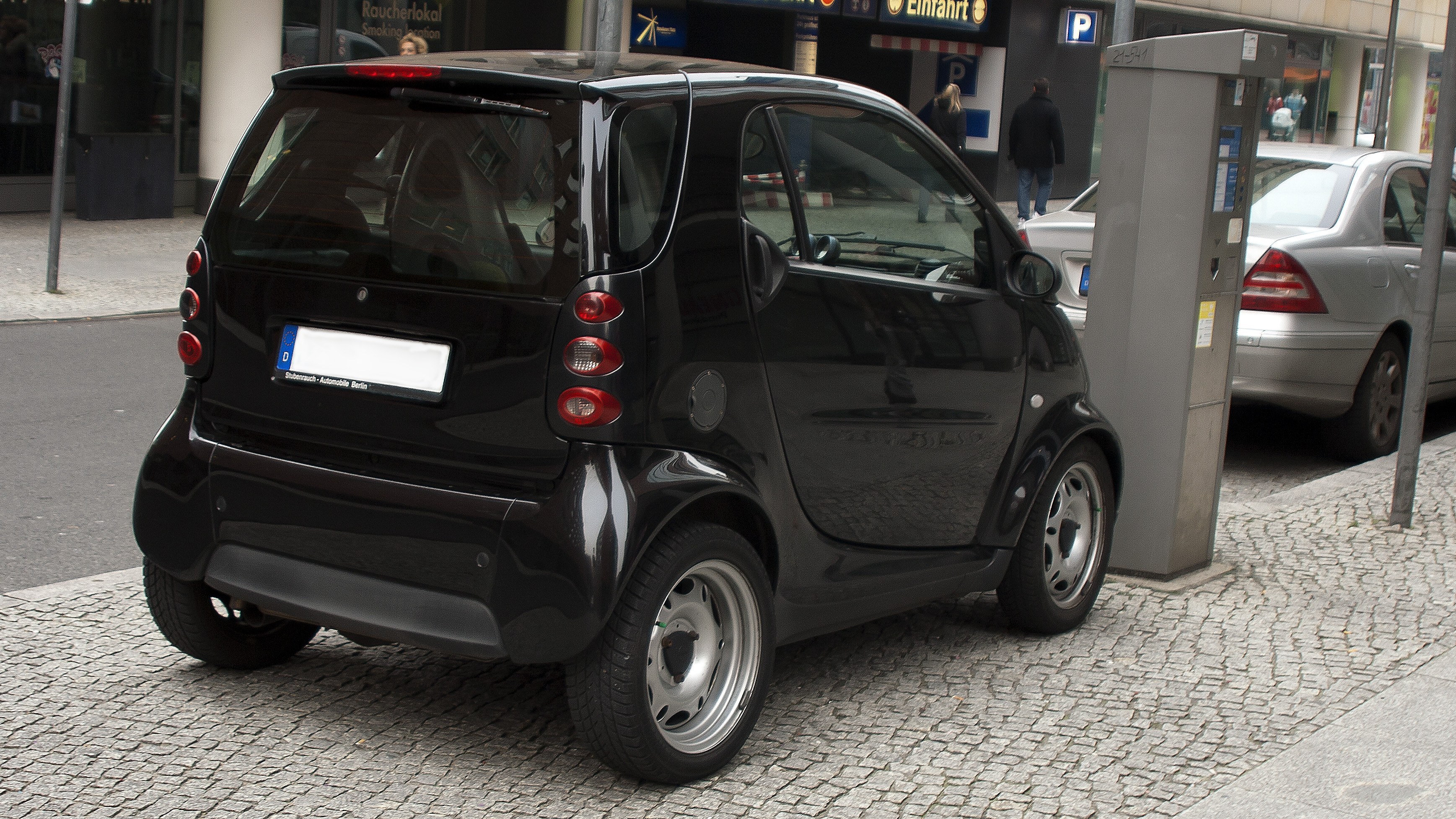
Falschparkender Smart Fortwo in Berlin-Mitte

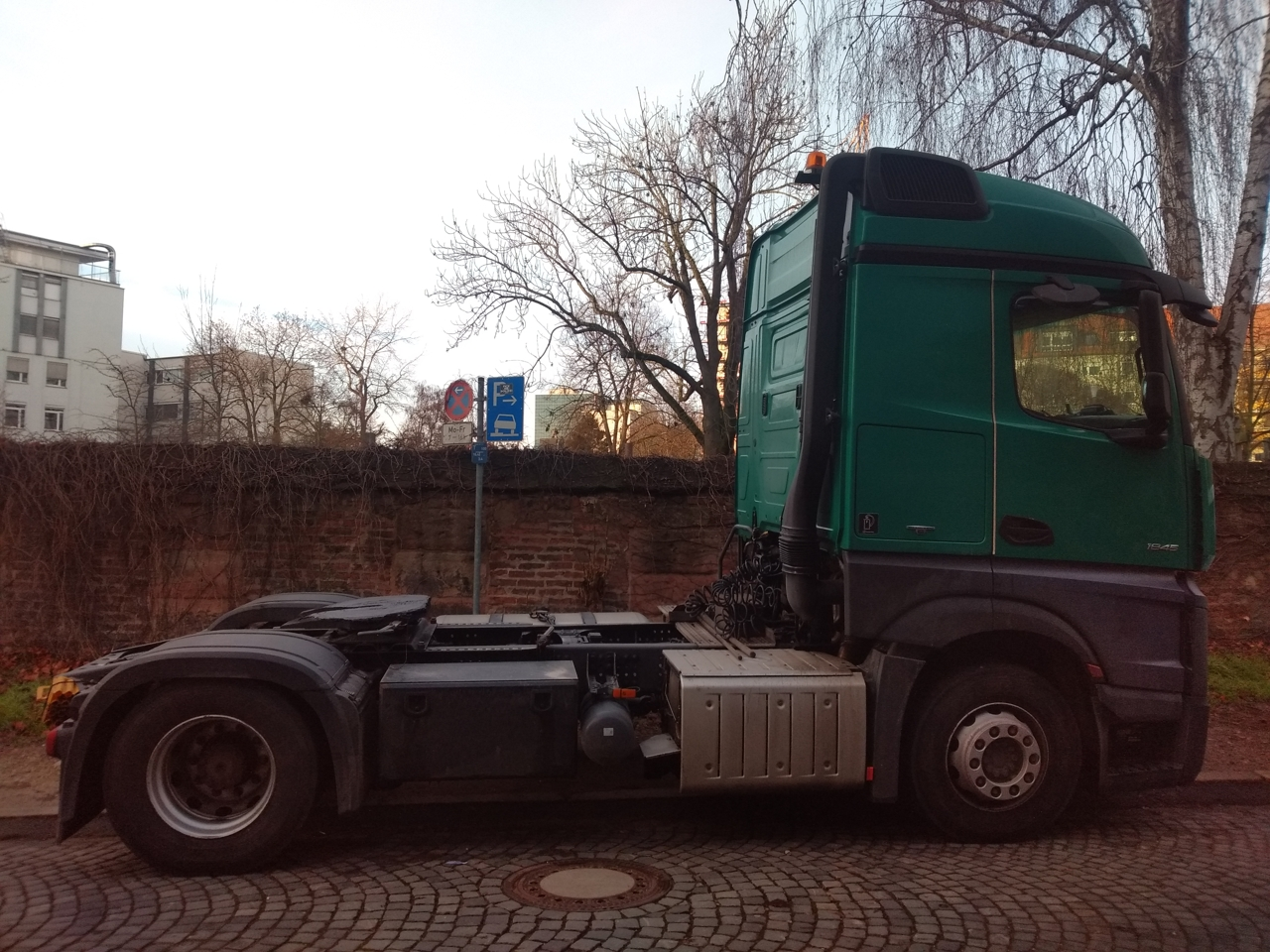
Falschparkende Sattelzugmaschine in Nürnberg

Eine Verkehrsordnungswidrigkeit (VOWi) ist ein Spezialfall der Ordnungswidrigkeit (OWi). Die VOWi ist ein Verkehrsverstoß, der im Unterschied zu einer Verkehrsstraftat nur mit Verwarnungs- oder Bußgeld geahndet wird. Diese Unterscheidung gibt es für die Bundesrepublik Deutschland seit 1. Januar 1969 mit Inkrafttreten des „Ordnungswidrigkeitengesetzes“.

## Legaldefinition
Eine Verkehrsordnungswidrigkeit begeht, wer vorsätzlich oder fahrlässig einer Vorschrift einer auf Grund des § 6 Abs. 1, des § 6e Abs. 1 oder des § 6g Abs. 4 Straßenverkehrsgesetz (StVG) erlassenen Rechtsverordnung oder einer auf Grund einer solchen Rechtsverordnung ergangenen Anordnung zuwiderhandelt, soweit die Rechtsverordnung für einen bestimmten Tatbestand auf die Bußgeldvorschrift des § 24 StVG verweist (§ 24 Abs. 1 Satz 1 StVG).
Dazu zählt insbesondere der lange Katalog des § 49 Straßenverkehrs-Ordnung (StVO) mit Geschwindigkeitsüberschreitung, Missachtung der Vorfahrt oder Falschparken, aber auch § 69a Abs. 2 bis 5 Straßenverkehrszulassungsordnung (StVZO), § 48 Fahrzeug-Zulassungsverordnung (FZV) und § 75 Fahrerlaubnisverordnung (FeV).
Eine Verkehrsordnungswidrigkeit kann mit einer Geldbuße bis zu zweitausend Euro geahndet werden (§ 24 Abs. 3 StVG).
Ein Überschreiten der Richtgeschwindigkeit nach der aufgrund § 6 Abs. 1 Nr. 3 StVG erlassenen Autobahn-Richtgeschwindigkeits-Verordnung wird mangels Verweis auf § 24 StVG nicht als Verkehrsordnungswidrigkeit geahndet.

## Funktionen des Verkehrsordnungswidrigkeitenverfahrens
Das Verkehrsordnungswidrigkeitenrecht und -verfahren erfüllt folgende Funktionen:
- Informationsfunktion über die Regeln ordnungsgemäßer Teilnahme am Verkehr (vor allem die Regeln der Straßenverkehrs-Ordnung)
- Lenkungs- und Sanktionsfunktion um nicht ordnungsgemäßem Verhalten im Verkehr entgegenzuwirken
- Präventionsfunktion durch die Sanktionen (Verwarnungsgeld, Bußgeld, Fahrverbot), sowohl in spezialpräventiver Hinsicht (gegenüber dem betroffenen Verkehrsteilnehmer) als auch in generalpräventiver Hinsicht (auch gegenüber anderen Verkehrsteilnehmern)
- Aufklärungsfunktion für andere Verkehrsrechtsbereiche, im Verkehrszivilrecht das Verkehrshaftungsrecht und das Verkehrsversicherungsrecht, sowie für das Verkehrsverwaltungsrecht (insbesondere die Eintragung von Punkten im Fahreignungsregister und der ggf. daraus folgende Entzug der Fahrerlaubnis)

## Systematik
Die Verkehrsordnungswidrigkeit orientiert sich vom Aufbau her an den Grundsätzen des Strafrechtes, allerdings gilt bei der Verfolgung – wie allgemein auch bei Ordnungswidrigkeiten – das Opportunitätsprinzip. Das bedeutet, dass die Verfolgung solcher Verstöße „im pflichtgemäßen Ermessen“ der Vollzugsbeamten liegt. Dies ist der wesentliche Unterschied zu Straftaten im Strafrecht, bei denen nach dem Legalitätsprinzip eine Verfolgung Pflicht ist.
Im Bereich der Verkehrsordnungswidrigkeiten gelten Besonderheiten hinsichtlich der Zuständigkeiten bei der Verfolgung und Ahndung. Während bei normalen Ordnungswidrigkeiten die Verwaltungsbehörden zuständig sind, so sind bei VOWis in Deutschland die Polizei und das Kraftfahrt-Bundesamt eigens als Verfolgungsbehörde bestimmt (§ 26 StVG).
Verstöße gegen Vorschriften im Personenbeförderungsrecht werden als Ordnungswidrigkeiten mit wesentlich höheren Bußgeldern geahndet. Grundnorm ist § 61 Personenbeförderungsgesetz (PBefG), die ein Bußgeld bis zu zwanzigtausend Euro vorsieht (§ 61 Abs. 2 PBefG). Die aufgrund des PBefG erlassene Verordnung über den Betrieb von Kraftfahrunternehmen im Personenverkehr (BOKraft) und die Straßenbahn-Bau- und Betriebsordnung (BOStrab) verweisen jeweils auf § 61 Abs. 1 Nr. 4 PBefG (§ 45 BOKraft, § 63 BOStrab).
Die Beschäftigung und die Tätigkeit von Fahrern, Beifahrern und Schaffnern in Kraftfahrzeugen und Straßenbahnen ist im Fahrpersonalgesetz von 1971 (FPersG) geregelt. Zuwiderhandlungen gegen Rechtsverordnungen, die aufgrund von § 2 FPersG erlassen wurden, etwa Verstöße gegen die Fahrpersonalverordnung (Verstöße gegen Lenk- und Ruhezeiten) können mit einer Geldbuße bis zu dreißigtausend Euro geahndet werden (§ 8 FPersG).

## Zuständigkeit und Verfahren

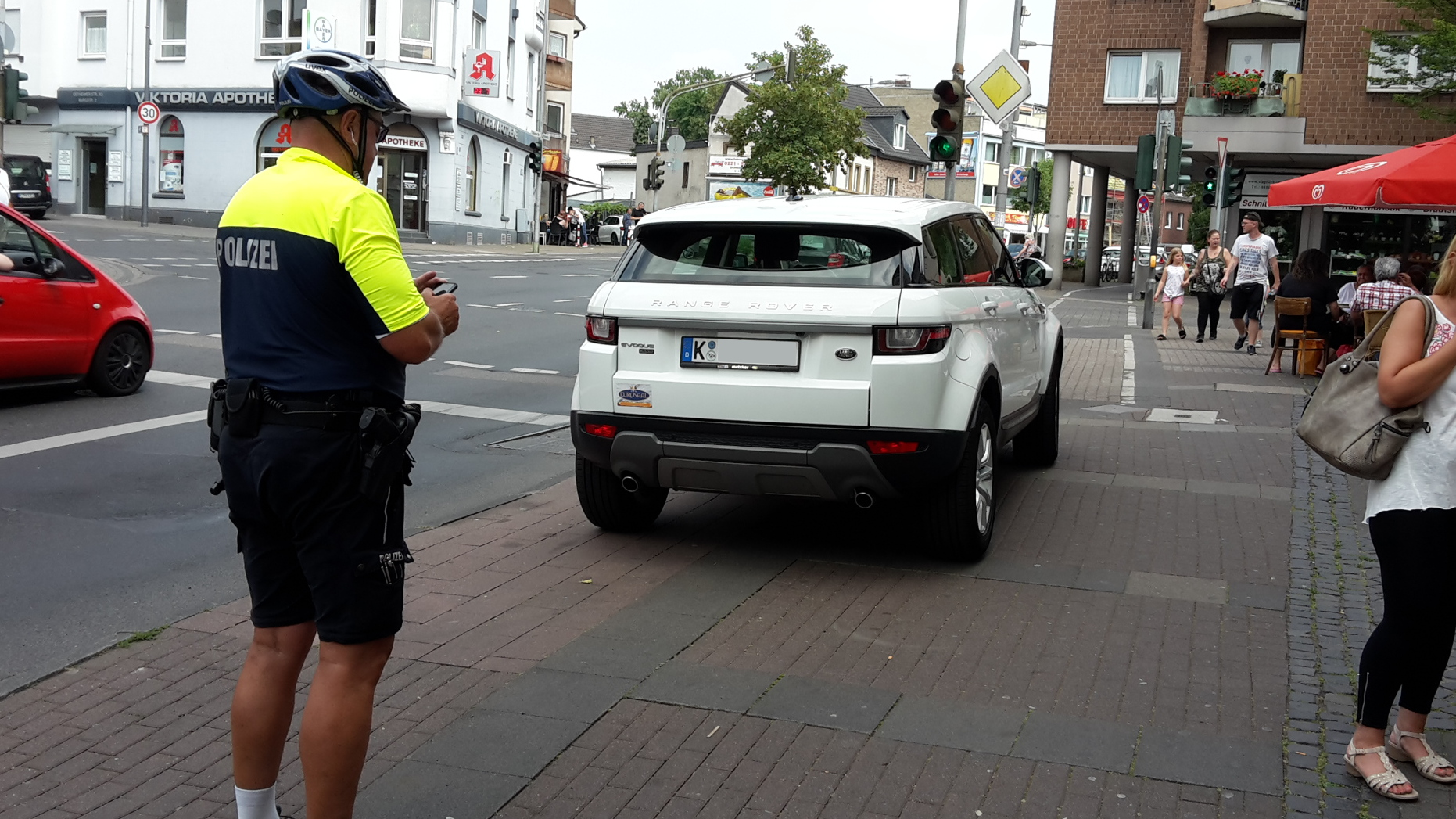
Ein Kölner Fahrradpolizist ahndet das Abstellen eines SUV auf dem Geh- und Radweg

Gemäß der Zuständigkeitsverordnung zum Ordnungswidrigkeitenrecht (ZuVOWiG) ist die Polizei in Deutschland befugt, die Verfahren als Ermittlungsbehörde zu verfolgen und als Bußgeldbehörde zu ahnden oder einzustellen. Auch die unteren Verkehrsbehörden (die Kommunen) können sowohl Parkverstöße als auch Verstöße im fließenden Verkehr (insbesondere Geschwindigkeitsverstöße) ahnden. Stellt sie das Verfahren nicht ein, entscheidet sie, ob gegen den Betroffenen ein Bußgeldbescheid erlassen wird. Bei geringfügigen Verkehrsordnungswidrigkeiten kann der Betroffene auch verwarnt werden (mündlich oder mit Verwarnungsangebot; vgl. Opportunitätsprinzip); bei Beträgen darüber hinaus oder aber dann, wenn der Betroffene das Verwarnungsangebot ablehnt, wird von Amts wegen eine Ordnungswidrigkeitenanzeige erstattet oder das Verfahren eingestellt. Ersteres führt zum Erlass eines Bußgeldbescheides ohne weitere Anhörung. Mit der Rechtskraft des Bußgeldbescheides kann es unter Umständen dazu kommen, dass bei Nichtzahlung eine Erzwingungshaft folgt.
Gegen einen Bußgeldbescheid existiert der Rechtsbehelf des Einspruchs, der innerhalb von zwei Wochen nach der Zustellung des Bußgeldbescheids eingelegt werden muss (§ 67 Absatz 1 OWiG). Nimmt die Verwaltungsbehörde den Bußgeldbescheid nicht zurück (§ 69 Absatz 2 OWiG), werden die Akten nach Prüfung durch die Staatsanwaltschaft dem Amtsgericht zur Entscheidung vorgelegt. Das Amtsgericht kann das Verfahren ohne einen Verhandlungstermin durch Beschluss einstellen (§ 47 Absatz 2 OWiG), den Einspruch verwerfen oder die Rechtsfolge des Bußgeldbescheids mildern. Findet eine Hauptverhandlung statt, entscheidet das Amtsgericht durch Urteil. Anders als im Strafverfahren ist die Staatsanwaltschaft in der Hauptverhandlung grundsätzlich nicht vertreten (§ 75 OWiG). Der Betroffene muss an der Hauptverhandlung grundsätzlich teilnehmen (§ 73 Absatz 1 OWiG), sofern er nicht ausnahmsweise auf seinen Antrag hin vom Erscheinen entbunden ist (§ 73 Absatz 2 OWiG). Für den Fall der Entbindung muss er sich von einem schriftlich bevollmächtigten Verteidiger in der Hauptverhandlung vertreten lassen (§ 73 Absatz 3 OWiG). Ist die Täterschaft des Betroffenen bestritten, wird der Betroffene grundsätzlich nicht vom persönlichen Erscheinen entbunden. Ohne eine Entbindung vom Erscheinen muss das Gericht den Einspruch ohne Verhandlung durch Urteil verwerfen (§ 74 Absatz 2 OWiG).
Gegen die Entscheidung des Amtsgerichts kann innerhalb einer Woche mit der Rechtsbeschwerde das Oberlandesgericht als nächste Instanz angerufen werden, wenn bestimmte Voraussetzungen vorliegen. Grundsätzlich muss gegen den Betroffenen eine Geldbuße von mindestens 250 Euro festgesetzt worden sein (§ 79 Absatz 1 Nr. 1 OWiG) oder ein Fahrverbot verhängt worden sein (§ 79 Absatz 1 Nr. 3 OWiG). Beträgt die Geldbuße, die das Amtsgericht festgesetzt hat weniger als 250 Euro, ist die Zulassung der Rechtsbeschwerde (§ 80 OWiG) möglich, wenn die Nachprüfung der Entscheidung zur Fortbildung des Rechts oder zur Sicherung der Einheitlichkeit der Rechtsprechung erforderlich ist oder der Betroffene die Versagung rechtlichen Gehörs geltend machen kann. Das Beschwerdegericht (Oberlandesgericht) kann in der Sache selbst entscheiden oder die Sache an das Amtsgericht der ersten Instanz oder ein anderes Amtsgericht desselben Bundeslandes zurückverweisen (§ 79 Absatz 6 OWiG).
Zu den häufigsten Verkehrsordnungswidrigkeiten gehören:
- Parkverstöße, die im Regelfall aber nicht zu einem Eintrag im Fahreignungsregister führen und deshalb selten gerichtlich überprüft werden
- Geschwindigkeitsverstöße, die erst ab einer bestimmten Höhe, die auch davon abhängt, ob der Verstoß innerorts oder außerorts begangen worden sein soll, zu einem Eintrag im Fahreignungsregister und bei noch schwereren Verstößen auch zu einem Fahrverbot führen sollen
- Rotlichtverstöße (einfacher Rotlichtverstoß unterhalb einer Sekunde und qualifizierter Rotlichtverstoß oberhalb einer Sekunde)
- „Handyverstoß“
- Vorfahrtsverstöße
- Überschreitungen der Termine für die nächste Hauptuntersuchung („TÜV“)
- Zweckentfremdung von Garagen, so dass darin kein Platz mehr für das Auto vorhanden ist

Mitteilungen gem. § 28 Abs. 3 Nr. 3 StVG über rechtskräftige Entscheidungen wegen einer Verkehrsordnungswidrigkeit sind mit der Tatbestandsnummer des Bundeseinheitlichen Tatbestandskatalogs für Verkehrsordnungswidrigkeiten (BT-KAT-OWI) elektronisch an das Fahreignungsregister zu übermitteln.

## Besonderheiten
Anders als Ordnungswidrigkeiten können Verkehrsordnungswidrigkeiten nicht nur zu Bußgeldern führen, sondern sich auch auf eventuell vorhandene Fahrerlaubnisse auswirken: Ab einem Betrag von einschließlich 60 Euro erhält der Inhaber der Fahrerlaubnis in vielen Fällen mindestens einen Punkt im Fahreignungsregister des Kraftfahrt-Bundesamtes in Flensburg.
Eine weitere Besonderheit der Verkehrsordnungswidrigkeit ist die Dauer der Verfolgungsverjährung. Liegt sie bei der Ordnungswidrigkeit in der Regel (je nach Vorschrift) bei mindestens sechs Monaten, so kann ein Fehlverhalten im Straßenverkehr bereits nach drei Monaten nicht mehr geahndet werden, solange wegen der Handlung weder ein Bußgeldbescheid ergangen noch öffentliche Klage erhoben ist, danach sechs Monate (§ 26 Abs. 3 StVG).
Die Verfolgungsverjährung kann durch ein Tätigwerden der Verfolgungsbehörde gemäß § 33 Abs. 1 OWiG unterbrochen werden. Beispielsweise wird sie einmalig unterbrochen durch die erste Anordnung der Anhörung (z. B. Erlass eines Anhörungsbogen an den Betroffenen) oder durch die Anhörung selbst (z. B. Anhörung bei Geschwindigkeitskontrollen mit sofortigem Anhalten durch die durchführenden Polizeibeamten). Eine weitere Anhörung unterbricht die Verjährung demgemäß nicht mehr. Die Unterbrechung bezieht sich nur auf den Betroffenen selbst. Die Unterbrechung der Verjährung (VjU) bewirkt, dass die Verjährungsfrist ab dem Unterbrechungsereignis erneut zu laufen beginnt.
Das Land Hamburg hat im Herbst 2022 einen Gesetzentwurf in den Bundesrat eingebracht, wonach Kameraautos Falschparker in Hamburg erfassen sollen. Die sogenannten Scan Cars sollen dort Nummernschilder lesen und digital Parksünder überführen. Die Behörden versprechen sich davon eine effektivere Überwachung des Parkraums. In Paris betreibt die französische Firma Egis bereits seit 2018 eine digitale Parkraumüberwachung.

### Verhängung eines Fahrverbots
Weiterhin kann als Folge einer Verkehrsordnungswidrigkeit ein Fahrverbot verhängt werden. Die Dauer beträgt ein bis drei Monate und wird „durch die Verwaltungsbehörde im Bußgeldverfahren oder durch das Amtsgericht in der Bußgeldentscheidung als Nebenfolge neben einer Geldbuße verhängt“. Voraussetzung hierfür ist gem. § 25 StVG die „grobe oder beharrliche Verletzung der Pflichten eines Kraftfahrzeugführers.“ Dieser Vorwurf kann bei einem Augenblicksversagen entfallen. Anders als bei Fahrverboten im Strafrecht gilt eine grundsätzliche Abgabefrist von 4 Monaten nach Rechtskraft der Entscheidung über das Fahrverbot.

### Standardisierte Messverfahren
Ergebnisse eines standardisierten Messverfahrens, wie Geschwindigkeitsmessungen, können die Behörden oder Gerichte ihrer Entscheidung grundsätzlich ohne weitere Nachprüfung zugrunde legen. Dabei ist eine Messtoleranz durch entsprechenden Abzug zu berücksichtigen. Eine sachverständige Überprüfung ist nur notwendig, wenn konkrete Anhaltspunkte für eine mögliche Fehlmessung vorliegen. Für die Überprüfung davon hat der Betroffene das Recht, die gespeicherten Daten einzusehen.  Für den Fall, dass das Messgerät nicht alle verwendeten Daten speichert, hat der Verfassungsgerichtshof des Saarlandes am 5. Juli 2019 entschieden, dass die Messung nicht verwertet werden kann. Solch ein Vorgehen schränke das Recht auf eine wirksame Verteidigung unzulässig ein. Das Bundesverfassungsgericht hat diese Rechtsfrage am 20. Juni 2023 gegenteilig entschieden und keinen Verfassungsverstoß in der Verwertung solcher Messergebnisse durch die Gerichte gesehen.

## Rechtsquellen
Die allgemeine Rechtsvorschrift für das Ordnungswidrigkeitenrecht ist das Ordnungswidrigkeitengesetz (OWiG). Die wichtigsten Rechtsvorschriften für das Verkehrsordnungswidrigkeitenrecht sind:
- Straßenverkehrsordnung (StVO): 
 Die StVO regelt im Wesentlichen den Verkehr und die Regeln, die man als Verkehrsteilnehmer zu beachten hat. Ein Verstoß gegen die StVO wäre z. B. das Überholen trotz Überholverbot, das Überfahren einer roten Ampel, das erhebliche Unterschreiten des Sicherheitsabstandes zum vorausfahrenden Fahrzeug, das Warmlaufenlassen des Motors im Winter sowie das „Zuschnellfahren“. Die Sanktionsbestimmungen finden sich in § 49 StVO.
- Straßenverkehrszulassungsordnung (StVZO): 
 Hierunter fällt der Betrieb von Fahrzeugen sowie deren bauliche Beschaffenheit bzw. deren Veränderungen an, die einer Zulassung bedürfen. Einer Ahndung bedürfte z. B. das Anbringen des amtlichen Kfz-Kennzeichen in einer Tiefe unter 30 cm oberhalb der Straße sowie der Einbau eines neuen Lenkrades oder das Fahren mit nicht im Fahrzeugschein eingetragenen Reifengrößen. Die Sanktionsbestimmungen finden sich in § 69a StVZO.
- Fahrzeug-Zulassungsverordnung (FZV): 
 Die FZV regelt Teile der Zulassung von Fahrzeugen zum öffentlichen Straßenverkehr neu. Ein Beispiel für einen Verstoß gegen die FZV wäre das Nichtmitführen des Fahrzeugscheins bzw. der neuen Zulassungsbescheinigung Teil 1. Die Sanktionsbestimmungen finden sich in § 48 FZV.
- Fahrerlaubnis-Verordnung (FeV): 
 Die Fahrerlaubnis-Verordnung regelt die Zulassung von Personen zum öffentlichen Straßenverkehr. Dies umfasst Regelungen zum Führerschein und zum Punktekonto. Ein Verstoß gegen die FeV wäre z. B. die Teilnahme eines betrunkenen Fußgängers am Straßenverkehr, der durch sein Verhalten andere gefährdet. Die Sanktionsbestimmungen finden sich in § 75 FeV.